# Collegio dei Gesuiti (Fidenza)
Il collegio dei Gesuiti è un edificio dalle forme barocche, situato in via Berenini 151 a Fidenza, accanto al santuario della Gran Madre di Dio, in origine annesso alla struttura; costituisce oggi la sede di uffici dell'Ausl, del Dipartimento di Salute Mentale, di servizi comunali e di associazioni varie.

## Storia
Il grande edificio fu innalzato quale sede di un collegio gesuitico a partire dal 1697, per volere del duca Francesco Farnese; il progetto, elaborato da padre Stefano Maria Bramieri, prevedeva originariamente una struttura ancora più ampia, ma fu successivamente ridimensionato ed i lavori, diretti dai mastri Domenico Tami, Giacomo Sartori e Domenico Sannaverali, furono conclusi nel 1710; in quel momento fu avviato il cantiere dell'annessa chiesa, oggi santuario della Gran Madre di Dio, che fu completata nel 1722.
L'edificio arrivò ad ospitare fino a 300 allievi, tuttavia nel 1768 il primo ministro Guillaume du Tillot decretò l'allontanamento dal ducato di Parma e Piacenza dei gesuiti, che rientrarono nel palazzo soltanto nel 1792; ma l'espulsione definitiva tardò pochi anni, per effetto dei decreti napoleonici del 1806, che disposero la soppressione degli ordini religiosi.
Nel 1809 il grande palazzo fu adibito ad ospizio per mendicanti; agli inizi del XX secolo fu occupato dall'ospedale militare ed in seguito fu trasformato in casa protetta fino alla fine degli anni ottanta del secolo; parte della struttura divenne poi sede di uffici dell'Ausl e di varie associazioni, mentre iniziarono ad essere elaborati vari progetti di restauro, riqualificazione e riutilizzo dell'edificio.
Nel 2009 furono abbattute alcune parti incongrue aggiunte in epoca novecentesca, tuttavia gli onerosi lavori di ristrutturazione non riuscirono ad essere avviati ed il complesso si presenta attualmente in stato di avanzato degrado.

## Descrizione

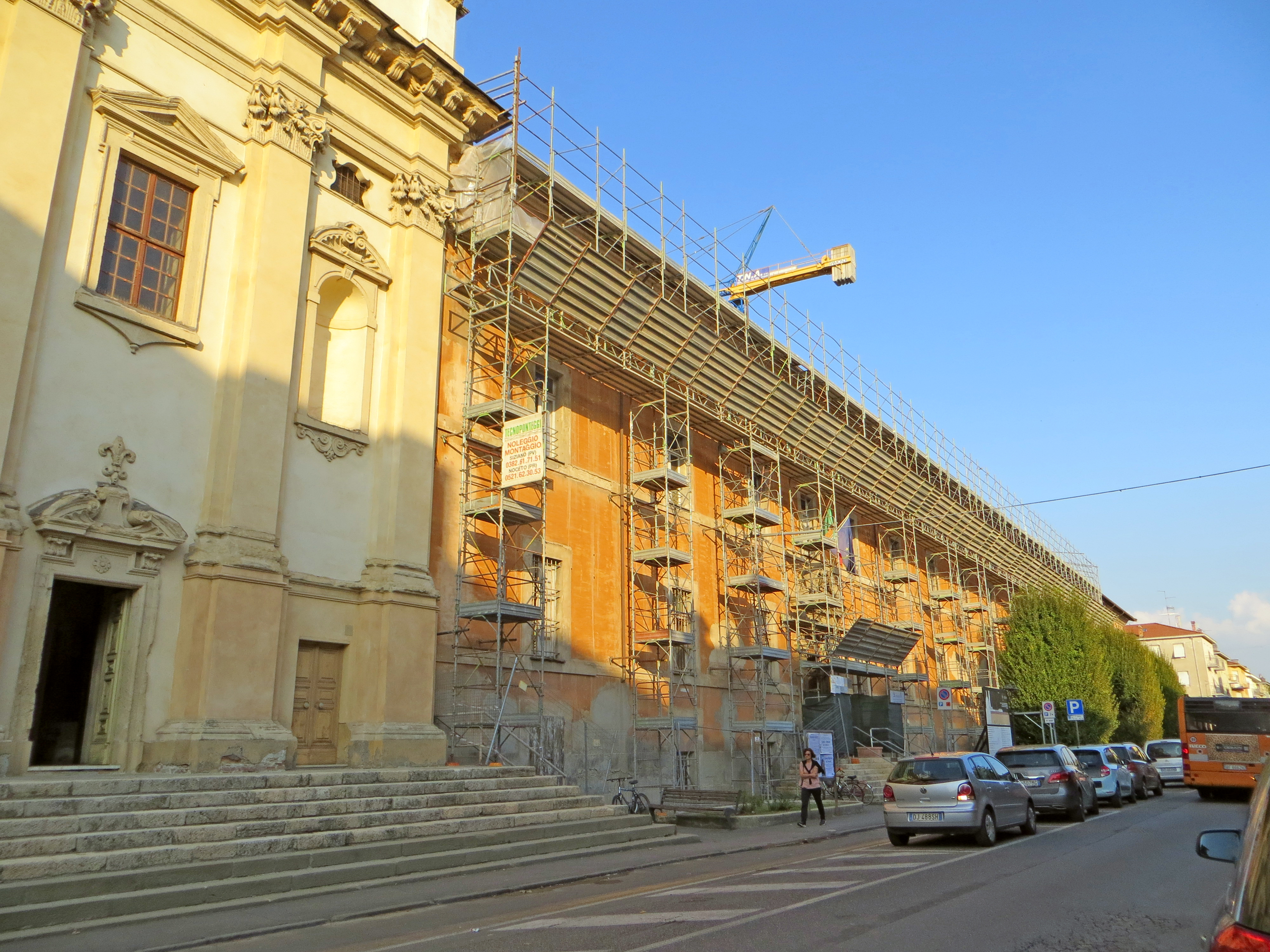
Facciata

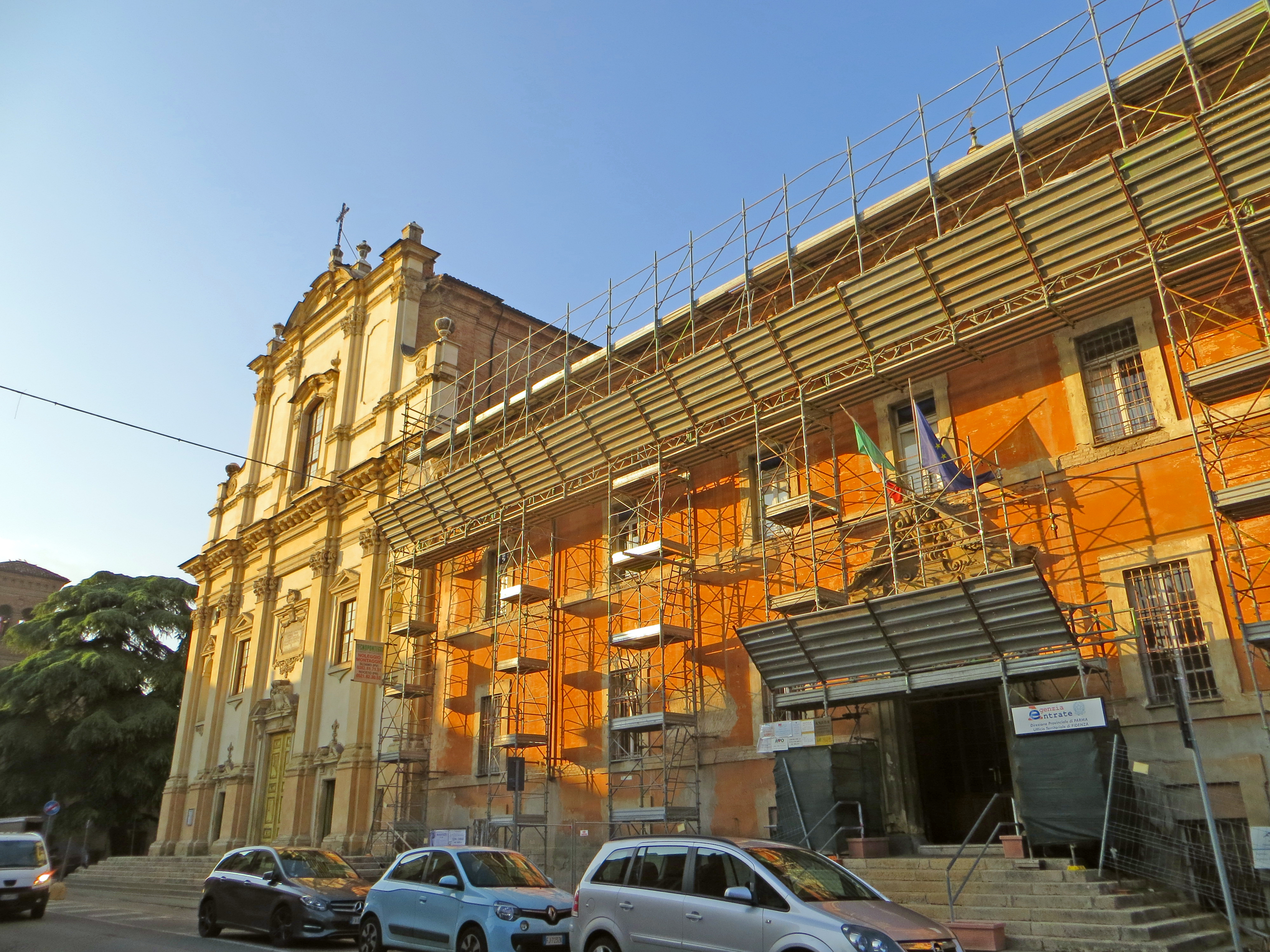
Ingresso del collegio e santuario della Gran Madre di Dio

Il grande edificio si articola attorno a tre cortili affiancati, su cui si affacciano gli ambienti interni e gli ampi corridoi; completa la struttura il santuario della Gran Madre di Dio, che sorge sul margine occidentale del complesso; sul retro si sviluppa infine l'ampio giardino, che ospita alcuni alberi secolari, tra cui tre maestosi esemplari di platani.
La lunga facciata intonacata è caratterizzata dalla presenza di numerose ed ampie finestre con cornici, poste a cadenza regolare e sviluppate su tre livelli, corrispondenti ai piani seminterrato, rialzato e primo; il sottotetto si affaccia sul prospetto principale con piccole aperture ovali, collocate in corrispondenza delle bucature sottostanti. In posizione decentrata, l'ampio portale d'accesso ad arco a tutto sesto, raggiungibile attraverso uno scalone in marmo, è inquadrato da una monumentale cornice in pietra, sovrastata da un ricchissimo frontone barocco. A coronamento della facciata si sviluppa un elaborato cornicione in aggetto.
All'interno gli ambienti, suddivisi in origine in base alle diverse funzioni del collegio, sono distribuiti su una superficie complessiva di circa 10000 m² e collegati attraverso lunghi ed ampi corridoi coperti da volte a botte lunettate.
Al livello rialzato è collocata una piccola cappella, che presenta un soffitto ornato con affreschi realizzati agli inizi del XVIII secolo dal gesuita Giuseppe Barbieri. Il salone è invece caratterizzato dalle pregevoli decorazioni barocche in stucco.
Lo scalone principale è coperto da un soffitto ornato con mensole e cornici in stucco, che inquadrano al centro un affresco rettangolare, opera di Giuseppe Barbieri, raffigurante, oltre una balaustra, l'Occhio che tutto vede. Al primo piano, raggiungibile attraversando un ampio arco, il salone è decorato con altri affreschi dipinti dal pittore gesuita.